# Ampulex hellmayri
Ampulex hellmayri är en  stekelart som beskrevs av W. Schulz 1904. Ampulex hellmayri ingår i släktet Ampulex och familjen Ampulicidae. Inga underarter finns listade i Catalogue of Life.